# Klaviersonate Nr. 18 (Beethoven)
Die Klaviersonate Nr. 18 ist die letzte von drei Klaviersonaten, die Ludwig van Beethoven im op. 31 zusammengefasst hat. Ihre gemeinsamen Kennzeichen sind „feinsinnige Spielfreude, starke motivische Arbeit und zuweilen italienische Einfärbung“.  1801/02 geschrieben, steht die Es-Dur-Sonate für die souveräne Meisterschaft des 32-jährigen Beethoven. Das ganze Werk verströmt virtuosen Glanz und gelöste Heiterkeit.

## Aufbau
Wie die beiden Leichten Sonaten op. 49 und die späte As-Dur-Sonate trägt op. 31 keine Widmung.
Die duftige Leichtigkeit von Beethovens dritter Es-Dur-Sonate zeigt sich schon in der Satzanordnung: zwei schnelle Ecksätze und dazwischen ein Scherzo und ein Menuett. So hat op. 31 Nr. 3 als einzige von Beethovens viersätzigen Sonaten keinen langsamen Satz.

„Klassizistisch-ironisch klar auf den ersten Blick, wird umso geheimnisvoller, je länger man hinschaut.“

### 1. Satz
Allegro
Den beschwingten Kopfsatz im 3⁄4-Takt eröffnen die Quintsextakkorde, die rhythmisch den Anfang der Fidelio-Ouverture zitieren könnten. Sie dominieren den Charakter der ganzen Sonate. Der wiederholten Frage antworten beschwichtigend die Dominantseptakkorde, die zur Tonika führen. In der Dominante B-Dur führt das melodiöse Seitenthema fröhlich aus dem Wechselspiel heraus. Der wiederholten Exposition folgt die durchsichtige Durchführung – streng in der Sonatensatzform der Wiener Klassik gebunden, doch charmant und voller Witz.

### 2. Satz
Scherzo. Allegretto vivace
Nicht in 3⁄4, sondern in 2⁄4 und – wie sonst nur in der Hammerklavier-Sonate – nicht als vorletzter, sondern 2. Satz, ist dieses Scherzo eine „Opernszene mit Bariton-Kantilene über gezupftem Cello“. Mit grummelnd-fröhlichen Staccato-Sechzehnteln im Bass geht das Scherzo – in der „weiblichen“ Subdominante des „männlichen“ Es-Dur – im 1. Teil über F-Dur und B-Dur zu Es-Dur, nach der Wiederholung in überraschendes C-Dur. Nach einer furiosen Steigerung in kurzen Zweiunddreißigstelläufen endet das Kabinettstück mit piano-Tupfern so leise wie es begonnen hat.

### 3. Satz
Menuetto. Moderato e grazioso
Gemessener Ernst und Sanftheit kennzeichnen den nachbarocken Zauber, der an Schuberts 6. Moment musical erinnert. Ausnahmsweise steht das Trio nicht in der Moll-Variante. Ein Hauch von Schwermut kommt in den leisen Schlusstakten auf. Wenige Tage vor seinem Tod musste Wilhelm Backhaus in Villach sein letztes Konzert nach diesem Satz abbrechen.
Saint-Saëns verwendete das Trio-Thema für seine Variations sur un thème de Beethoven op. 35 (1874).

### 4. Satz
Presto con fuoco
Auch „sehr schnell“ kann verschieden sein: Der Schlusssatz der cis-Moll-Sonate op. 27 Nr. 2 firmiert als Presto agitato, dieser als Presto con fuoco. Wenn der auf 2er-Schlägen gezählte 6⁄8-Takt mit dem nötigen Grimm und Biss gespielt wird, erklärt sich der Beiname der Sonate Jagd. Der Satz ist „italienisches Brio mit Tarantella- und Operzügen“.

„Ein kostbarer Satz, weil er den urdeutschen, ernsten Beethoven mit italienischem Opernfrohsinn zusammenbringt, ohne daß man Gegensätzlichkeiten empfände.“

26 Jahre später ließ Franz Schubert seine c-Moll-Sonate D 958 ganz ähnlich enden (quasi tarantella).